# Tamopsis arnhemensis
Espèce
Tamopsis arnhemensis est une espèce d'araignées aranéomorphes de la famille des Hersiliidae.

## Distribution
Cette espèce est endémique d'Australie. Elle se rencontre dans le Nord du Territoire du Nord et dans le Nord du Queensland.

## Description
Le mâle mesure 2,44 mm et la femelle 2,72 mm.

## Étymologie
Son nom d'espèce, composé de arnhem et du suffixe latin -ensis, « qui vit dans, qui habite », lui a été donné en référence au lieu de sa découverte, la Terre d'Arnhem.

## Publication originale
- Baehr & Baehr, 1987 : The Australian Hersiliidae (Arachnida: Araneae): Taxonomy, phylogeny, zoogeography. Invertebrate Taxonomy, vol. vol. 1, no 4, p. 351-437 (texte intégral).